# Pies de gato (calzado)

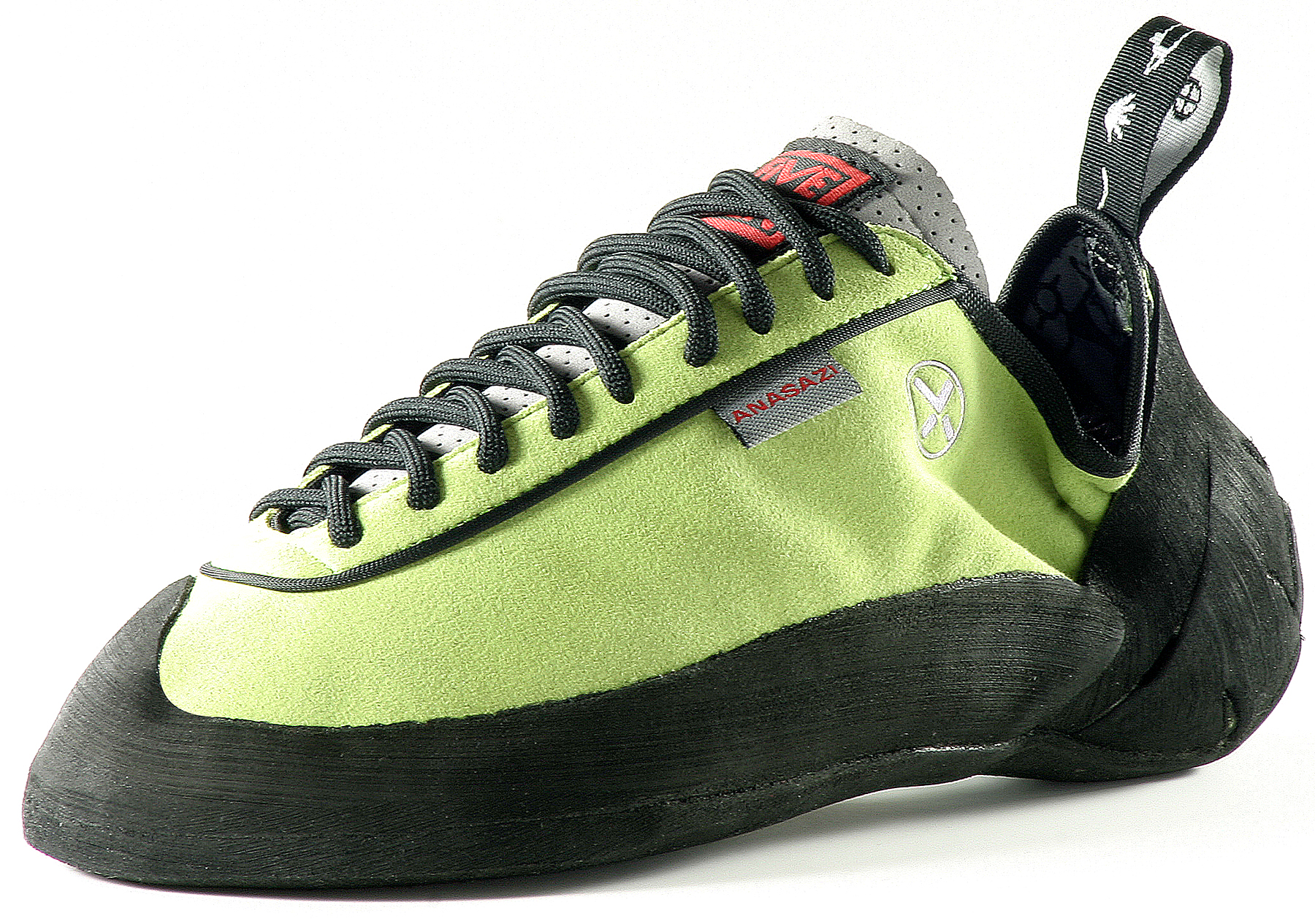
Pies de gato.

Los pies de gato son las zapatillas que utilizan los escaladores, así llamadas porque son muy ligeras, flexibles y adherentes, gracias a que incorporan en la suela, en las bandas laterales y en el frontal una goma especial adherente que proporciona mayor adherencia y precisión. Es fundamental que queden bien apretados, aunque sean incómodos en un primer momento; el ajuste es importante para ganar en sensibilidad y notar los pequeños salientes de roca.

## Historia
Los primeros escaladores de roca usaban botas de montaña de suela gruesa tachonadas con tacos de metal y clavos. Un avance para la roca seca fueron las botas con suelas Vibram, con un patrón de tachuelas de goma desarrolladas por Vitale Bramani en Italia en la década de 1930. 
En la Gran Bretaña de la posguerra, una nueva generación de escaladores como Joe Brown comenzó a escalar rutas más difíciles usando zapatillas de lona (zapatillas de lona con suela de goma), a veces con medias de lana sobre ellas para mejorar el agarre. Pierre Allain era un entusiasta escalador francés que experimentó con botas de lona de suela de goma dura compuesta; a fines de la década de 1950, sus botas "PA" estaban siendo utilizadas por escaladores de todo el mundo. El compañero escalador francés, Edmond Bourdonneau introdujo más tarde las botas "EB" en 1950 después de comprar la compañía de Pierre, que tenía suelas de goma más suaves y se hizo muy popular en las décadas de 1960 y 1970. 
En 1982, Boreal, empresa española ubicada en Villena, produjo el estilo de calzado "Firé" con una revolucionaria suela de goma que mejoraba la adherencia a la roca.

## Tipología
Básicamente, se desglosan en dos tipos, según su dureza:
- De horma rígida: Siendo la estructura interna rígida, facilitando el "canteo" y mitigan el dolor en fisuras y empotramientos, no es necesario que el ajuste al pie sea tan firme. Suelen emplearse en la escalada clásica y en cualquier situación donde se vaya a pasar un tiempo elevado con el calzado puesto. Por eso siempre suelen ir un poco más holgados.
- De horma blanda: Ofrece una mayor sensibilidad y mejora la escalada frontal vertical. Ha de estar muy ajustado al pie. Es necesario tener un cierto nivel de resistencia en el pie.Son los más usados en la escalada en bloque o búlder.

Además se puede dividir su clasificación con base en la simetría de la horma:
- Horma simétrica: Pies de gato clásicos y más cómodos. Pensados para escaladas de varias horas en vías de varios largos o donde el confort es necesario, sacrificando en cierta medida prestaciones como la sensibilidad y el ajuste
- Horma asimétrica: Pies de gato más técnicos pensados para vías y bulders más técnicos. Se caracterizan por modificar el eje transversal del pie obligando a trasladar la fuerza de la pisada sobre el dedo pulgar del pie. Esto proporciona más precisión

El ajuste al pie no significa que se tenga que escalar con dolor. Si el dolor persiste tras el apretado y no pasa tras unos minutos, puede que no sea el modelo o talla correcta. No es aconsejable usar los pies de gato si el dolor es demasiado grande para soportarlo.
Existen también aspectos importantes a tener en cuenta como el tipo de cierre (vélcros, cordones o mixtos también llamados "bailarinas"), la curvatura de la suela, o el grado de transpiración de los materiales de fabricación.